# Gray’s Anatomy

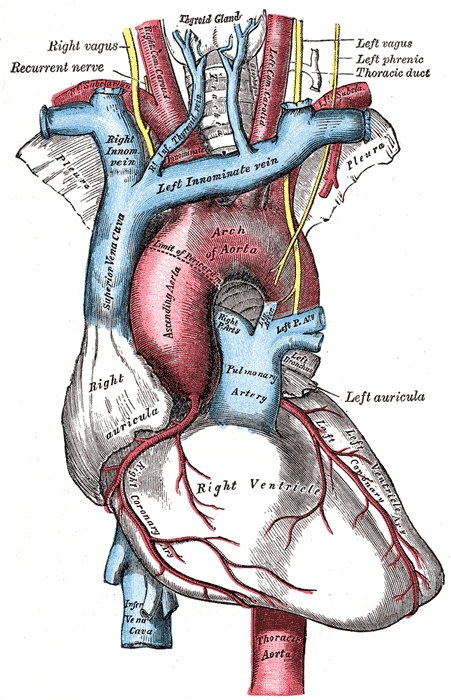
Abbildung aus Gray’s Anatomy, 20. Auflage (1918)

Henry Gray’s Anatomy of the Human Body, meist nur Gray’s Anatomy genannt, ist ein Buch über die menschliche Anatomie. Vor allem im englischsprachigen Raum wird es als ein Klassiker des Faches angesehen. Die erste Auflage erschien im Jahr 1858 in Großbritannien und ein Jahr später in den USA unter dem Namen Gray’s Anatomy: Descriptive and Surgical. Der Autor Henry Gray starb nach der 2. Auflage. Das Werk wurde aber weiterhin unter seinem Namen fortgeführt und ist am 21. Oktober 2020 in seiner 42. Auflage erschienen.

## Das Buch
In der Zeit von 1860 bis 1880 wurden sieben Auflagen in Großbritannien veröffentlicht. 1878 spaltete sich das Werk in eine Version für Großbritannien und eine für die USA auf. Die erste US-Version entspricht in etwa der 8. britischen, was vor allem bei Zitaten für große Verwirrung sorgte. Die Illustrationen der ersten Ausgaben stammten vom Anatomen Henry Vandyke Carter.
Die aktuelle revidierte und aktualisierte 42. Auflage umfasst 1606 Seiten. Sie ist auch als E-Book verfügbar.
Ein neues Lehrbuch mit dem Namen Gray’s Anatomy for Students erschien 2004. Obwohl es den alten Namen trägt, ist es ein komplett neu geschriebenes Buch, da Gray’s Anatomy über die Zeit immer mehr zu einer kompletten Dokumentation des medizinisch-anatomischen Wissens wurde, und immer weniger als Lehrbuch verwendet werden konnte. Ab der 35. Auflage wurde zunehmend auf eine Komprimierung des Inhalts geachtet. Dennoch umfasste die 38. Auflage noch immer 2092 großformatige Seiten. Die englischsprachige Taschenbuch-Ausgabe von 2019 umfasst 1180 Seiten.
Im Jahr 2007 erschien Gray’s Anatomie für Studenten als erste deutsche Ausgabe des Buches.
Da für die Abbildungen aus den ersten Auflagen aufgrund des Alters der Urheberrechtsschutz erloschen ist, werden diese Abbildungen häufig in gemeinfreien Zwecken, wie auch der Wikipedia, genutzt.

## Rezeption
Das Werk ist im anglo-amerikanischen Raum weit verbreitet, in anderen Regionen (z. B. Kontinentaleuropa) eher weniger.

### Einfluss außerhalb der medizinischen Gesellschaft
Die Bedeutung des Werks führte zu Referenzen in amerikanischen Serien- und Filmproduktionen.
- In der 1. Folge der 7. Staffel von Unsere kleine Farm ist das Buch Thema eines kurzen Disputes von Mrs. Olsen und dem Arzt.
- In der 8. Folge der 13. Staffel der Simpsons sieht man Dr. Nick das Buch in der Bibliothek (zum ersten Mal) betrachten.
- Im Film Addams Family sieht man die Großmutter das Buch in der Küche als Kochbuch verwenden.
- Der gleichlautende Name der Fernsehserie Grey’s Anatomy ist eine Anspielung auf das Lehrbuch.
- In der 5. Folge der 6. Staffel der Fernsehserie The Walking Dead sieht man Dr. Denise Cloyd in einer Ausgabe des Buches lesen.
- In der 5. Folge der 2. Staffel der Fernsehserie Die wilden Siebziger steht in der Rückblende nach 1959 ein Exemplar im Bücherregal des Wohnzimmers.
- In der 18. Folge der 2. Staffel der Fernsehserie Dr. House sieht man Dr. House auf dem Buch als Kopfunterlage schlafen.
- In der 17. Folge der 7. Staffel der Fernsehserie M*A*S*H wird das Buch im Gespräch zwischen „Hawkeye“ Pierce und einer schwedischen Ärztin erwähnt.
- In der 13. Folge der 4. Staffel der Fernsehserie Voyager wird es zwischen Harry Kim und Lt. Paris erwähnt, als diese versuchen einen Ersatz für den holografischen Doktor zu programmieren. Dieser begann einige Absätze aus dem Werk zu zitieren.
- In der 10. Folge der 1. Staffel der Fernsehserie New Amsterdam liegt das Buch in einer Vitrine hinter Dr. Reynolds.

## Ausgaben
- Gray’s Anatomy: The Anatomical Basis of Medicine and Surgery. 39. Auflage. Churchill-Livingstone, 2004, ISBN 0-443-07169-1. (U.K.-Version.)
- Gray’s Anatomy: The Anatomical Basis of Clinical Practice. 39. Auflage. Mosby, 2004, ISBN 0-443-07168-3. (U.S.-Version.)
- Adam W. Wayne, Mitchell L. Richard, Vogl Drake: Gray’s Anatomie für Studenten. Urban & Fischer in Elsevier, München 2007, ISBN 978-3-437-41231-8.